# Eurypeza evansi
Eurypeza evansi är en skalbaggsart som beskrevs av Marc Lacroix 2006. Eurypeza evansi ingår i släktet Eurypeza och familjen Melolonthidae. Inga underarter finns listade i Catalogue of Life.